# Natação nos Jogos Olímpicos de Verão de 2020 - Revezamento 4x100 m medley masculino
A competição do revezamento 4x100 m medley masculino da natação nos Jogos Olímpicos de Verão de 2020 foi disputada em 30 de julho e 1 de agosto de 2021 no Centro Aquático, em Tóquio. Um total de 74 nadadores de 16 Comitês Olímpicos Nacionais (CON) participaram do evento.

## Qualificação
As doze melhores equipes neste evento no durante o Campeonato Mundial de Esportes Aquáticos de 2019 se classificaram para as Olimpíadas. Outras quatro equipes se classificaram por terem os tempos mais rápidos em eventos de qualificação aprovados durante o período entre 1º de março de 2019 a 30 de maio de 2020.

## Formato
A competição consiste em duas rodadas: preliminares e final. As equipes com os oito melhores tempos nas baterias preliminares avançam a final. Desempates (swim-offs) são utilizados conforme necessário para quebrar os empates de avanço a próxima rodada.

## Calendário
Horário local (UTC+9)
| Data                | Horário | Fase         |
| ------------------- | ------- | ------------ |
| 30 de julho de 2021 | 21:10   | Preliminares |
| 1 de agosto de 2021 | 11:35   | Final        |

## Medalhistas
|  | USA Estados Unidos                                                                                                |  | GBR Grã-Bretanha                                              |  | ITA Itália                                                            |
|  | Ryan Murphy Michael Andrew Caeleb Dressel Zach Apple Hunter Armstrong* Blake Pieroni* Tom Shields* Andrew Wilson* |  | Luke Greenbank James Guy Adam Peaty Duncan Scott James Wilby* |  | Thomas Ceccon Nicolò Martinenghi Federico Burdisso Alessandro Miressi |

*Participaram apenas das eliminatórias, mas também receberam medalhas.

## Recordes
Antes desta competição, os recordes mundiais e olímpicos da prova eram os seguintes:
| Tipo | Atleta | Tempo   | Local          | Data                 |
| ---- | --- | ------- | -------------- | -------------------- |
|      | USA Estados Unidos Aaron Peirsol (52.19) Eric Shanteau (58.57) Michael Phelps (49.72) David Walters (46.80) | 3:27.28 | Roma           | 2 de agosto de 2009  |
|      | USA Estados Unidos Ryan Murphy (51.85) Cody Miller (59.03) Michael Phelps (50.33) Nathan Adrian (46.74)     | 3:27.95 | Rio de Janeiro | 13 de agosto de 2016 |

Os seguintes recordes mundiais e/ou olímpicos foram estabelecidos durante esta competição:
| Data                | Evento | Atleta                                                                                                  | Tempo   | Notas |
| ------------------- | ------ | --- | ------- | ----- |
| 1 de agosto de 2021 | Final  | USA Estados Unidos Ryan Murphy (52.31) Michael Andrew (58.49) Caeleb Dressel (49.03) Zach Apple (46.95) | 3:26.78 | ,     |

## Resultados

### Preliminares
As equipes com as oito primeiras colocações, independente da bateria, avançam a final.
| Pos. | Bateria | Raia | CON                | Nadadores | Tempo   | Notas            |
| ---- | ------- | ---- | ------------------ | --- | ------- | ---------------- |
| 1    | 1       | 5    | ITA Itália         | Thomas Ceccon (53.20) Nicolò Martinenghi (57.94) Federico Burdisso (51.46) Alessandro Miressi (47.42)               | 3:30.02 | Q                |
| 2    | 2       | 4    | GBR Grã-Bretanha   | Luke Greenbank (53.79) James Wilby (59.16) James Guy (50.77) Duncan Scott (47.75)                                   | 3:31.47 | Q                |
| 3    | 2       | 5    | ROC                | Grigoriy Tarasevich (53.20) Anton Chupkov (59.55) Mikhail Vekovishchev (51.20) Vladislav Grinev (47.71)             | 3:31.66 | Q                |
| 4    | 1       | 6    | CHN China          | Xu Jiayu (52.82) Yan Zibei (58.32) Sun Jiajun (51.81) He Junyi (48.77)                                              | 3:31.72 | Q                |
| 5    | 2       | 3    | JPN Japão          | Ryosuke Irie (53.20) Ryuya Mura (59.62) Naoki Mizunuma (51.42) Katsumi Nakamura (47.78)                             | 3:32.02 | Q                |
| 6    | 1       | 3    | AUS Austrália      | Mitch Larkin (53.46) Zac Stubblety-Cook (59.11) David Morgan (51.97) Kyle Chalmers (47.54)                          | 3:32.08 | Q                |
| 7    | 1       | 4    | USA Estados Unidos | Hunter Armstrong (53.51) Andrew Wilson (59.20) Tom Shields (51.33) Blake Pieroni (48.25)                            | 3:32.29 | Q                |
| 8    | 1       | 1    | CAN Canadá         | Markus Thormeyer (53.66) Gabe Mastromatteo (59.97) Joshua Liendo (50.92) Yuri Kisil (47.82)                         | 3:32.37 | Q                |
| 9    | 1       | 2    | POL Polônia        | Kacper Stokowski (54.67) Jan Kozakiewicz (59.24) Jakub Majerski (50.66) Jakub Kraska (48.05)                        | 3:32.62 | Recorde nacional |
| 10   | 2       | 2    | FRA França         | Yohann Ndoye-Brouard (52.77) Antoine Viquerat (59.94) Léon Marchand (52.05) Mehdy Metella (48.65)                   | 3:33.41 |                  |
| 11   | 2       | 7    | GER Alemanha       | Marek Ulrich (54.52) Lucas Matzerath (58.70) Marius Kusch (52.38) Damian Wierling (48.48)                           | 3:34.08 |                  |
| 12   | 1       | 7    | BLR Bielorrússia   | Mikita Tsmyh (55.50) Ilya Shymanovich (58.20) Yauhen Tsurkin (52.38) Artsiom Machekin (48.74)                       | 3:34.82 |                  |
| 13   | 1       | 8    | HUN Hungria        | Richárd Bohus (53.51) Tamás Takács (1:00.57) Hubert Kós (51.94) Péter Holoda (48.89)                                | 3:34.91 |                  |
| 14   | 2       | 1    | GRE Grécia         | Eyaggelos Makrygiannis (54.07) Konstadinos Meretsolias (1:00.62) Andreas Vazaios (53.36) Apostolos Christou (48.23) | 3:36.28 |                  |
| 15   | 2       | 6    | BRA Brasil         | Guilherme Guido (54.11) Felipe Lima Vinicius Lanza Marcelo Chierighini                                              | DSQ     |                  |
| 15   | 2       | 8    | LTU Lituânia       | Danas Rapšys (54.71) Andrius Šidlauskas Deividas Margevičius Simonas Bilis                                          | DSQ     |                  |

### Final
As três equipes mais rápidas na final conquistaram as medalhas.
| Pos.              | Raia | CON                | Nadadores                                                                                             | Tempo   | Notas            |
| ----------------- | ---- | ------------------ | --- | ------- | ---------------- |
| Medalha de ouro   | 1    | USA Estados Unidos | Ryan Murphy (52.31) Michael Andrew (58.49) Caeleb Dressel (49.03) Zach Apple (46.95)                  | 3:26.78 | Recorde mundial  |
| Medalha de prata  | 5    | GBR Grã-Bretanha   | Luke Greenbank (53.63) Adam Peaty (56.53) James Guy (50.27) Duncan Scott (47.08)                      | 3:27.51 | Recorde europeu  |
| Medalha de bronze | 4    | ITA Itália         | Thomas Ceccon (52.52) Nicolò Martinenghi (58.11) Federico Burdisso (51.07) Alessandro Miressi (47.47) | 3:29.17 | Recorde nacional |
| 4                 | 3    | ROC                | Evgeny Rylov (52.82) Kirill Prigoda (59.06) Andrey Minakov (50.31) Kliment Kolesnikov (47.03)         | 3:29.22 |                  |
| 5                 | 7    | AUS Austrália      | Mitch Larkin (53.19) Zac Stubblety-Cook (58.67) Matthew Temple (50.78) Kyle Chalmers (46.96)          | 3:29.60 |                  |
| 6                 | 2    | JPN Japão          | Ryosuke Irie (53.05) Ryuya Mura (58.94) Naoki Mizunuma (50.88) Katsumi Nakamura (47.04)               | 3:29.91 | Recorde asiático |
| 7                 | 8    | CAN Canadá         | Markus Thormeyer (53.69) Gabe Mastromatteo (59.67) Joshua Liendo (51.02) Yuri Kisil (48.04)           | 3:32.42 |                  |
| 8                 | 6    | CHN China          | Xu Jiayu (52.77) Yan Zibei (58.35) Sun Jiajun He Junyi                                                | DSQ     |                  |

Legenda
| Recorde mundial      | Recorde mundial (World record)               |                       | Recorde africano                      | Recorde africano (African) |                                           | Q | Classificado por posição (Qualified) |
| Recorde olímpico     | Recorde olímpico (Olympic record)            | Recorde da América    | Recorde da América (Americas)         | q                          | Classificado por melhor tempo (Qualified) |   |                                      |
| Melhor marca do ano  | Melhor marca do ano (World leading)          | Recorde asiático      | Recorde asiático (Asian)              | DNS                        | Não largou (Did not start)                |   |                                      |
| Recorde nacional     | Recorde nacional (National record)           | Recorde europeu       | Recorde europeu (European)            | DNF                        | Não terminou (Did not finish)             |   |                                      |
| Recorde pessoal      | Recorde pessoal do atleta (Personal best)    | Recorde da Oceania    | Recorde da Oceania (Oceania)          | DSQ / DQ                   | Desclassificado (Disqualified)            |   |                                      |
| Recorde da temporada | Recorde da temporada do atleta (Season best) | Recorde sul-americano | Recorde sul-americano (South America) | NM                         | Sem marca (No mark)                       |   |                                      |